# ヌメア
座標: 南緯22度16分33秒 東経166度27分29秒 / 南緯22.27583度 東経166.45806度
ヌメア（Nouméa, ヌーメア）は、フランス領ニューカレドニアの首都であり、最大都市である。

## 概要
ニューカレドニア本島（グランドテール島、Grande Terre）南部の半島に位置する。南太平洋で最も都市化・産業化された街のひとつであり、メラネシアやポリネシアの多くの島からの出稼ぎや移民も多い。

## 地理

### 気候
熱帯気候で、1月から6月までは雨が多いが、島の東側よりは少ない。日照時間は長く、晴れが多い。
| ヌメアの気候                 | ヌメアの気候  | ヌメアの気候  | ヌメアの気候  | ヌメアの気候 | ヌメアの気候 | ヌメアの気候  | ヌメアの気候 | ヌメアの気候 | ヌメアの気候 | ヌメアの気候 | ヌメアの気候 | ヌメアの気候 | ヌメアの気候     |
| 月                           | 1月           | 2月           | 3月           | 4月          | 5月          | 6月           | 7月          | 8月          | 9月          | 10月         | 11月         | 12月         | 年               |
| ---------------------------- | ------------- | ------------- | ------------- | ------------ | ------------ | ------------- | ------------ | ------------ | ------------ | ------------ | ------------ | ------------ | ---------------- |
| 平均最高気温 °C （°F）       | 28.9 (84)     | 29.0 (84.2)   | 28.5 (83.3)   | 26.9 (80.4)  | 25.2 (77.4)  | 23.8 (74.8)   | 22.6 (72.7)  | 22.8 (73)    | 23.8 (74.8)  | 25.5 (77.9)  | 27.0 (80.6)  | 28.2 (82.8)  | 26.02 (78.82)    |
| 日平均気温 °C （°F）         | 26.0 (78.8)   | 26.1 (79)     | 25.6 (78.1)   | 24.1 (75.4)  | 22.5 (72.5)  | 21.1 (70)     | 20.0 (68)    | 20.5 (68.9)  | 21.1 (70)    | 22.4 (72.3)  | 23.9 (75)    | 25.0 (77)    | 23.19 (73.75)    |
| 平均最低気温 °C （°F）       | 23.0 (73.4)   | 23.2 (73.8)   | 22.8 (73)     | 21.4 (70.5)  | 19.8 (67.6)  | 18.5 (65.3)   | 17.3 (63.1)  | 17.5 (63.5)  | 17.9 (64.2)  | 19.2 (66.6)  | 20.7 (69.3)  | 21.9 (71.4)  | 20.27 (68.48)    |
| 降水量 mm （inch）           | 112.9 (4.445) | 123.1 (4.846) | 134.6 (5.299) | 110.5 (4.35) | 90.6 (3.567) | 128.7 (5.067) | 73.0 (2.874) | 70.1 (2.76)  | 39.2 (1.543) | 53.2 (2.094) | 62.9 (2.476) | 72.7 (2.862) | 1,071.5 (42.183) |
| 平均降水日数                 | 14.2          | 14.2          | 17.1          | 15.0         | 16.8         | 17.3          | 15.9         | 13.1         | 9.6          | 9.3          | 10.3         | 11.3         | 164.1            |
| 平均月間日照時間             | 232.5         | 209.0         | 201.5         | 198.0        | 176.7        | 156.0         | 182.9        | 201.5        | 222.0        | 251.1        | 249.0        | 260.4        | 2,540.6          |
| 出典：Hong Kong Observatory, |               |               |               |              |              |               |              |              |              |              |              |              |                  |

### 人口

#### 人口構成
住民構成は以下のとおりである。
- ヨーロッパ系
- ポリネシア系：(ウォリス・フツナ、タヒチからの移民)
- インドネシア系
- ヴェトナム系
- メラネシア系：カナック（ニューカレドニアの先住民）、ニ・バヌアツ人

#### 人口動態
| 市域人口                                   | 22,235 | 34,990 | 41,853 | 56,078 | 60,112 | 65,110 | 76,293  | 91,386  | 97,579  |
| 都市圏人口                                 | 25,204 | 39,996 | 50,488 | 74,335 | 85,098 | 97,581 | 118,823 | 146,245 | 163,723 |
| Official figures from population censuses. |        |        |        |        |        |        |         |         |         |

## 歴史

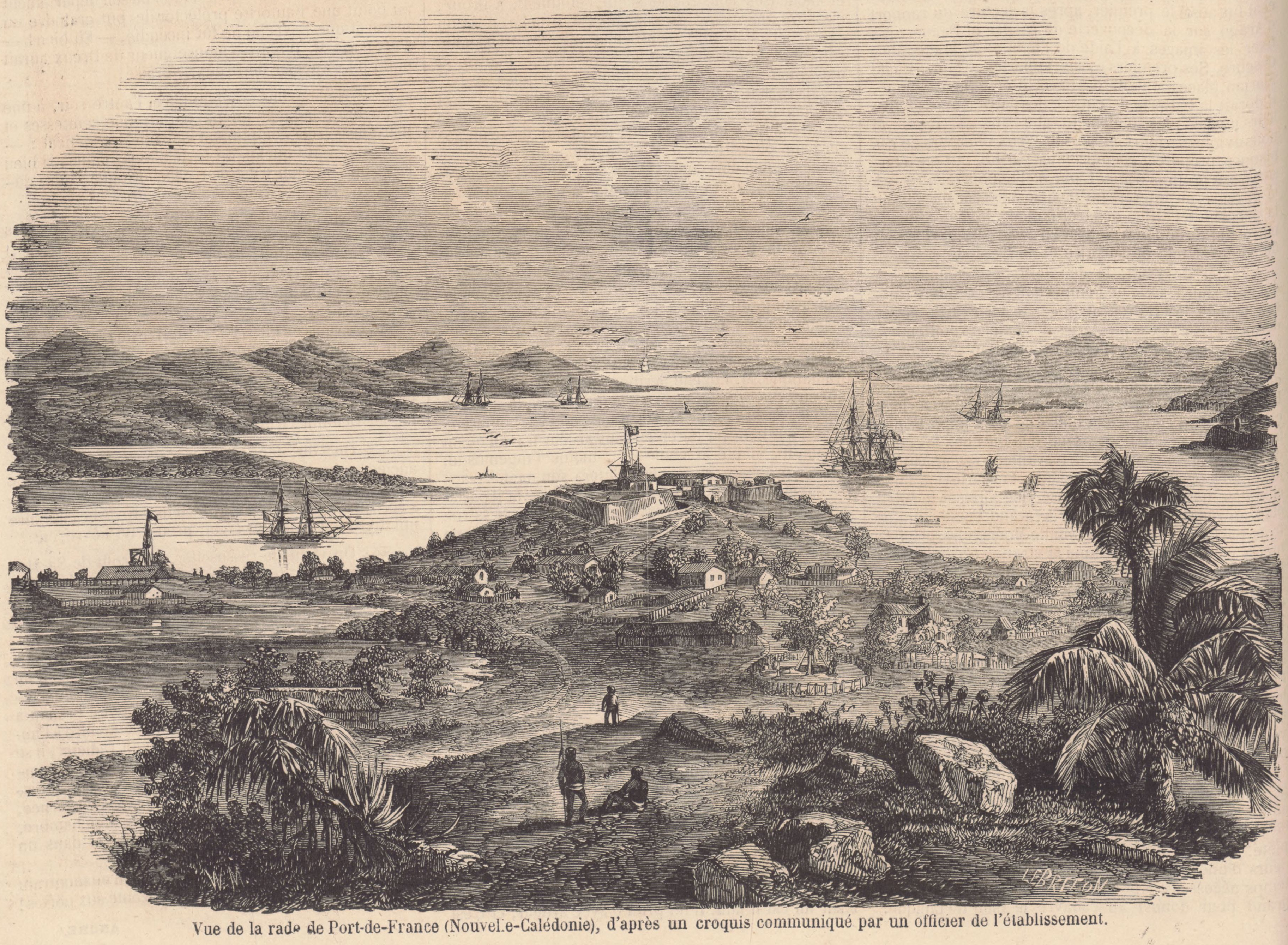
1857年頃のポール＝ド＝フランス

ヨーロッパ人の入植前、この地は先住民カナックにとってさして重要な場所ではなかった。この近くに最初の入植地を建てたのはイギリス人の貿易商ジェームズ・パドン（James Paddon）で、1851年のことであった。ニューカレドニアの領有を熱心に主張していたフランス人はその3年後、1854年に島の北部のバラードからこの地に移り、入植地を建設した。1854年6月25日、小さな駐屯地ポール＝ド＝フランス（Port-de-France）を建設した。1866年6月、マルティニークのフォール＝ド＝フランスとの混合を避けるため、駐屯地の名はヌメアと改名された。当初は政治犯などの流刑植民地だったが、後に近くから見つかったニッケルと金の採掘の中心地として発達し、日系移民など多くの移民を受け容れた。
大日本帝国時代の1940年には在ヌメア日本帝国領事館が設置されたが、ヌメアの帝国領事館は大東亜戦争（太平洋戦争）勃発のため僅か2年足らずで閉鎖された。
第二次世界大戦中、アメリカ軍の多くの部隊の司令部がヌメアに置かれていた。戦後、アメリカ軍の司令部施設（ペンタゴナル・コンプレックス）は、南太平洋地域の発展のために作られた国際機関、南太平洋委員会の本部として流用された。この組織は後に太平洋共同体となり、その会議においては独立・非独立の別にかかわらず太平洋の島国に平等の地位と投票権を保証することから「南太平洋のミニ国連」（バヌアツの元大統領、アティ・ジョージ・ソコマヌによる表現）となっている。
第二次大戦時に多くの米兵がヌメアに駐留したことは今でもこの地に大きな影響を残している。米兵たちはそれまでの白人たちと比較して親しく地元民に接したことから、ニューカレドニアの人々の対米感情は非常によい。またヌメアのいくつかの街区には戦時の米軍の用語や人名などにちなんで、「レシービング（Receiving）」「ロビンソン（Robinson）」「モータープール（Motor Pool）」など、英語圏の耳からすれば奇妙に聞こえる地名がつけられている。
21世紀においてもフランスはヌメアにニューカレドニア駐屯フランス軍を派遣しており、フランス海軍のフリゲート艦ヴァンデミエールはヌメア港を母港としている。
2023年1月、第二次世界大戦終結後では初となる日本の領事機関として在ヌメア領事事務所が新設された。

## 対外関係

### 姉妹都市･提携都市
- ニース（フランス共和国 プロヴァンス･アルプ･コートダジュール地方）- 1985年
- ゴールドコースト（オーストラリア連邦 クイーンズランド州）- 1992年
- タウポ（ニュージーランド王国 ワイカト地方）- 1995年
- パペーテ（フランス共和国 フランス領ポリネシア）- 2019年

## 経済

### 産業
主な産業は観光業である。ヌメアは他のオセアニア地域の首都に比べて日照時間が比較的長く、市内中心部から近い距離にビーチがあり観光客で賑わっている。
また、オセアニアでは最も急速に成長している都市でもあり、ここ10年間で大きな住宅開発ブームを経験した。このような急成長にもかかわらず、快適な環境のための施設・空間建設も遅れをとらずに進んでおり、市政府も公共事業を積極的に進めている。
2019年のクオリティ・オブ・リビングによる都市順リストでは、231都市中世界第110位、オセアニアでは10位の評価を受けている。
マティニョン合意（1988年）とその後のヌーメア協定（1998年）で、数十年がかりでニューカレドニアの自治権拡大（場合によっては独立）が進められている中、これらの建設のほとんどは、明らかにフランスの投資によるものである。
しかし、こうした環境作りや公的施設への投資が結果的に持続可能な街の発展につながることを政府は望んでいる。（フランスの教育で育った知識人の中には、イギリスがアジア・アフリカ・太平洋の植民地から撤退する際、新しく作られる国が経済的にも政治的にも自立できることを保証しないまますばやく退散したことに対する批判もある。）

## 交通

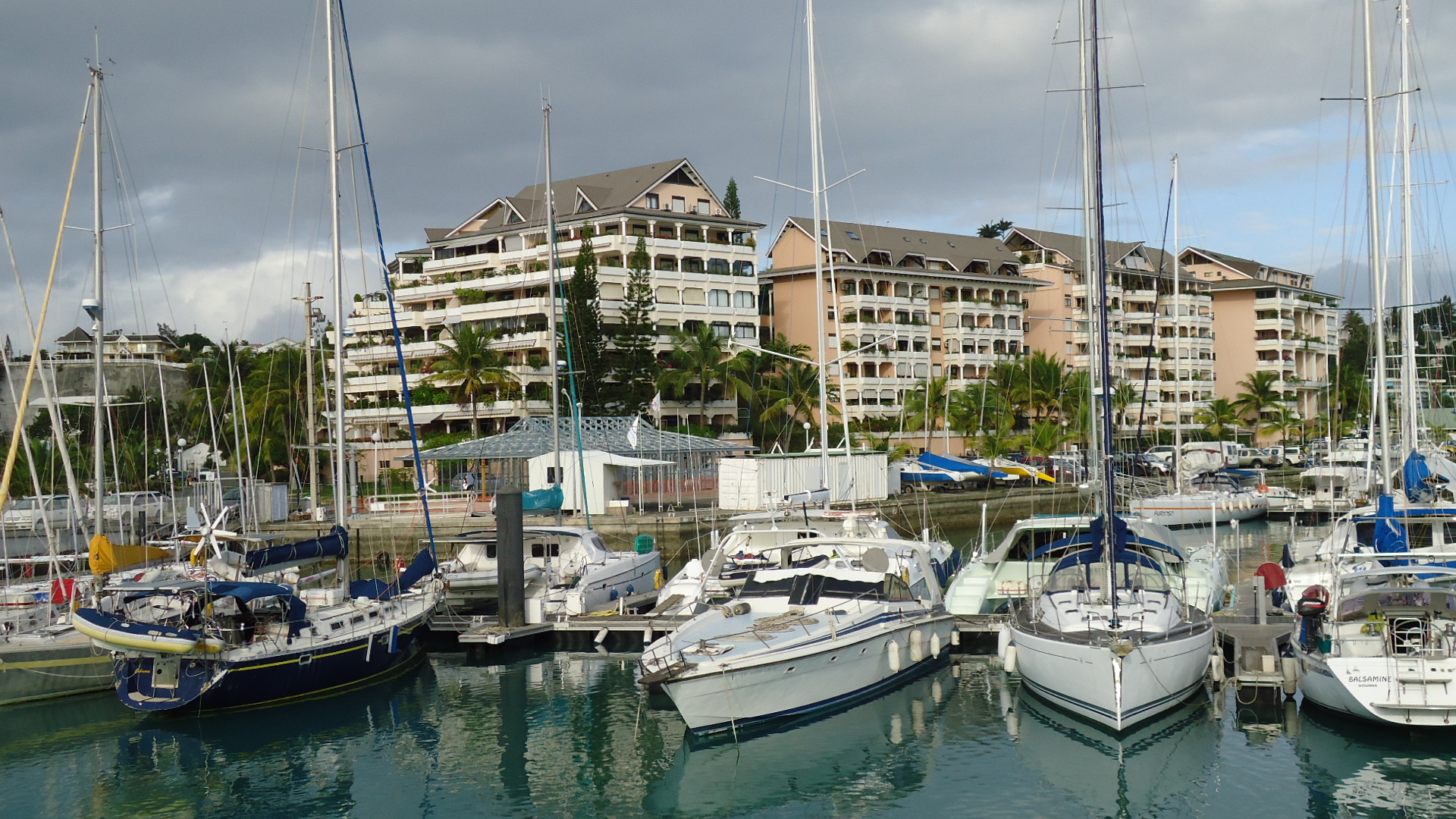
プレザンス港

### 空港
ヌメアの国際空港は、市内から50km離れたトントゥータ（Tontouta）にあるヌメア国際空港である。また市内のマジャンタ（Magenta）にもローカル線の飛ぶ空港（マジャンタ空港）がある。

### 港湾
- プレザンス港

## 観光

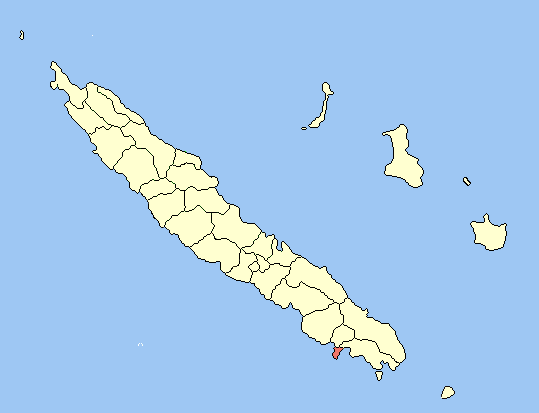
ニューカレドニアにおけるヌメアの位置

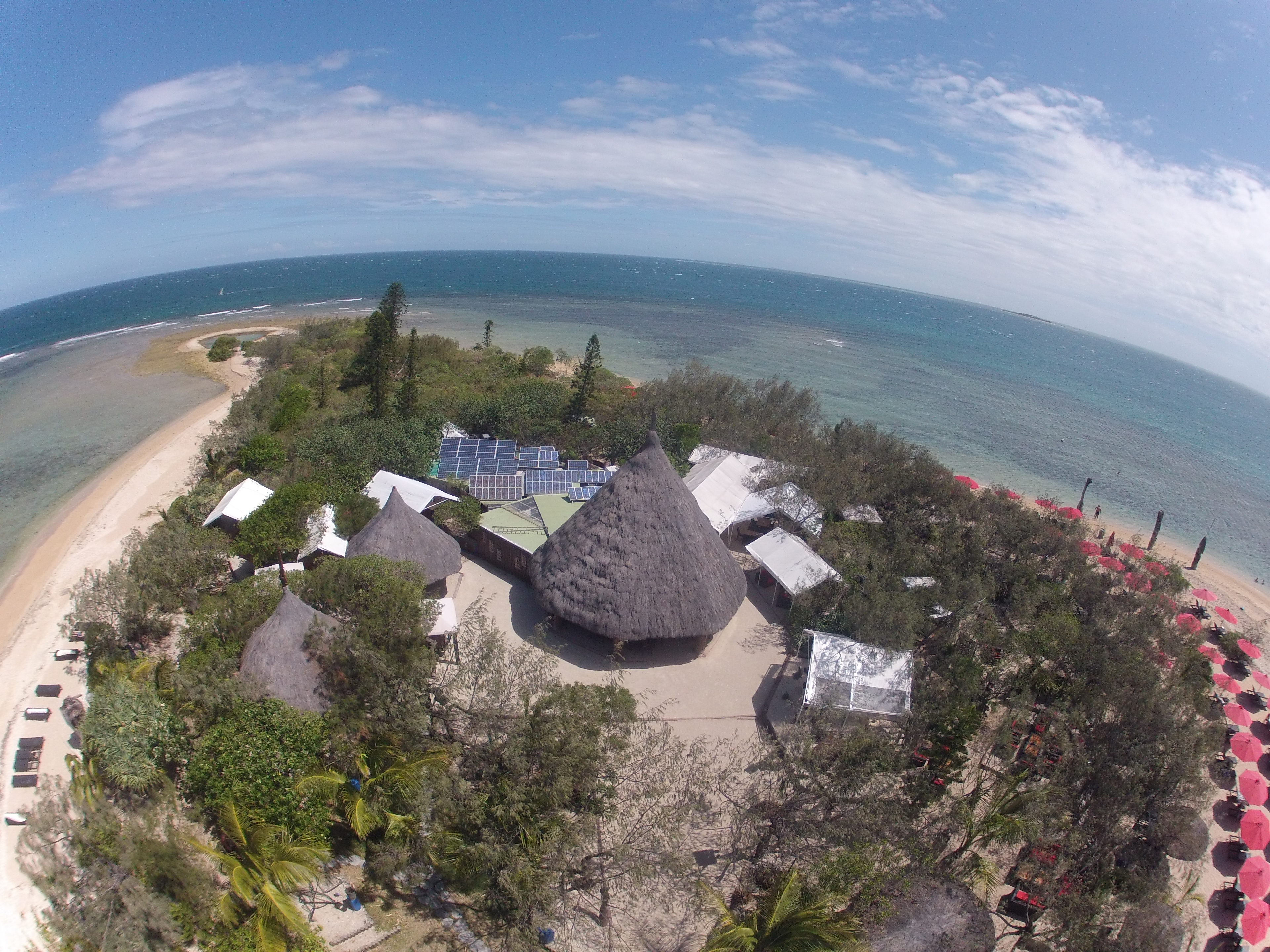
カナール島（Ile aux canards）

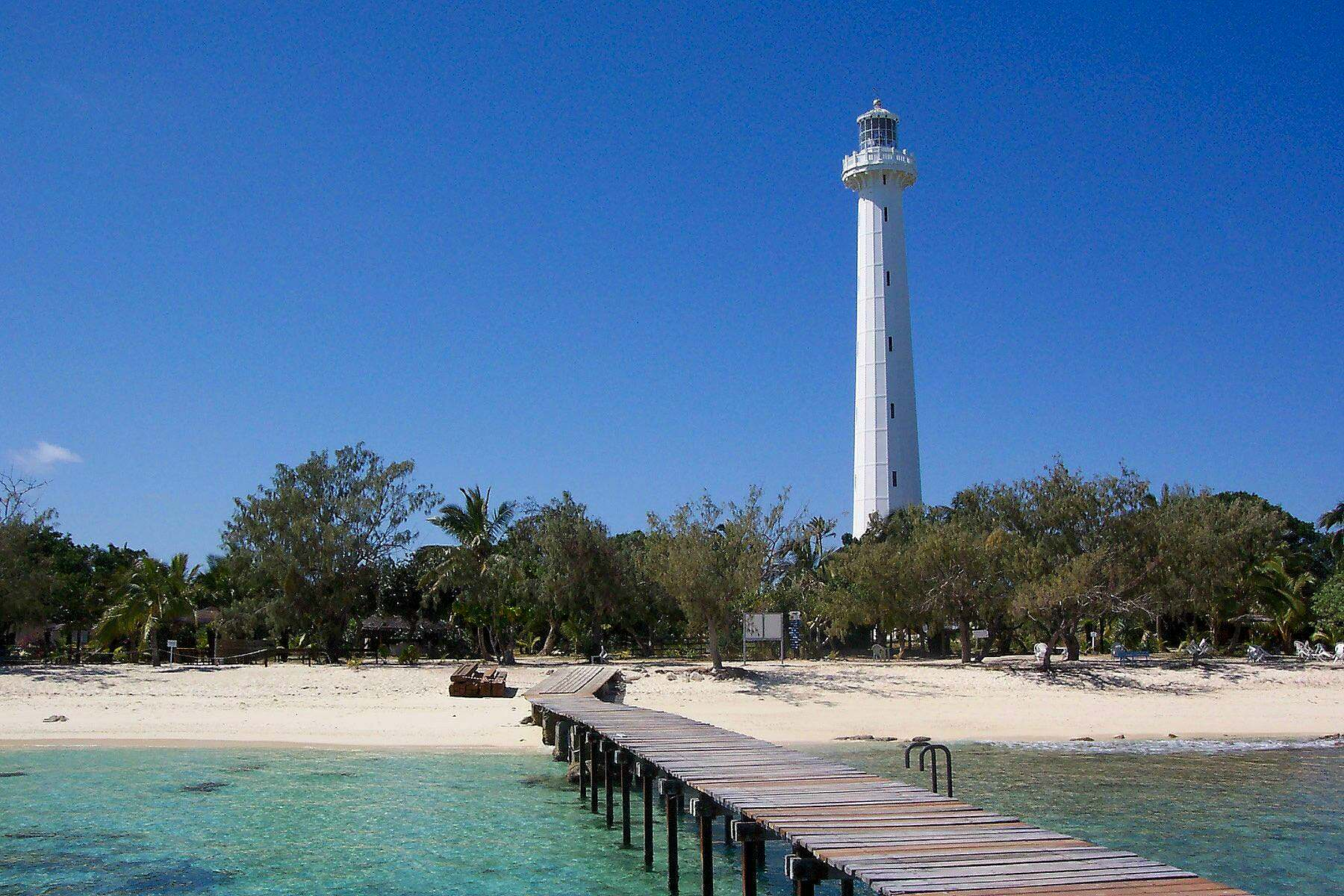
Amédée灯台（ダイビングスポット）

ヌメアはグアムのハガニアなどと並び、太平洋の島国で最も「西洋化」された街であり、ニューカレドニアの他の町の様な広い空き地、ぎざぎざのはげ山、カナック人が人口の多くを占めることなどとは対照的である。（ヌメア以外にも、ニューカレドニア北西部海岸にはヨーロッパ人が多く集まる町がいくつかある。）ヌメアは他の太平洋の島国の首都より晴れの日が多く南太平洋でも恵まれた気候にあり、都心からそう離れていない場所にすばらしいビーチがあるが、生活費の高さ、環太平洋の大都市からの航空券の高さなどから、太平洋有数の大観光地とはいいがたい面がある。しかしボード・セーリングの愛好者にとってはヌメアは滞在費の高さの分の価値がある場所である。晴れの日が多いためさわやかな風が他の島に比べて多いためである。

### 主な観光施設
- ココティエ広場
- チバウ文化センター
- ニューカレドニア・ラグーン水族館
- サン・ジョセフ大聖堂 - 1897年完成[7][8]。